# Цукрова вата

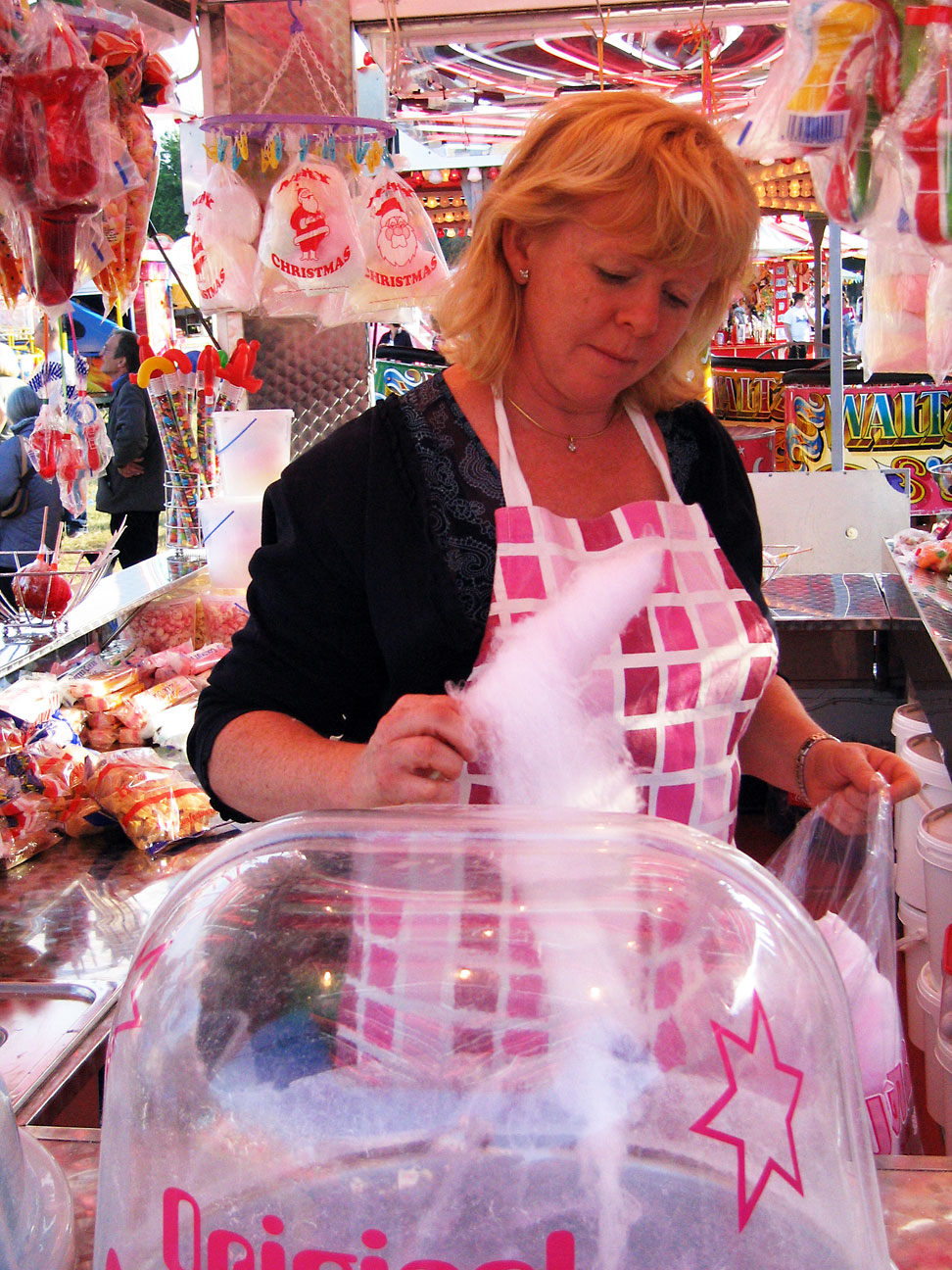

Цукро́ва ва́та, або соло́дка ва́та — одна з форм цукру. М'яка і липка, на дотик, як шерсть, за зовнішнім видом нагадує бавовну, при контакті зі слиною майже миттєво тане в роті. Як кондитерський виріб часто подається на карнавалах, в цирках, парках розваг. Для зміни природного білого кольору може застосовуватись харчовий барвник. Може мати різний смак, в тому числі полуниці, лимонаду, чорниці, лайма, винограду, апельсина, кавуна, ананаса, манго тощо.

## Історія
Вперше була відзначена у XVI столітті У той час, виділений цукор був дорогим, процес трудомістким і в цілому не доступний для середньої людини. Машина для прядіння цукрової вати була винайдена в 1897 році дантистом Вільямом Моррісоном та кондитером Джоном Вортоном і вперше представлена широкій публіці на виставці 1904 р. як «Fairy Floss».

## Виготовлення
Розплавлений цукор, що виливається крізь крихітні отвори на обертовий холодний металевий барабан або конус, не встигає кристалізуватися і під дією відцентрових сил перетворюється на тонкі нитки, які збираються в грудку.

## Цікаві факти
- На стандартну порцію витрачається 10-15 г. білого цукру.
- Французькою «цукрова вата» називається «barbe à papa» («татова борода»).
- На івриті «цукрова вата» називається שערות סבתא «сеарот савта» («бабусине волосся»).

## Галерея

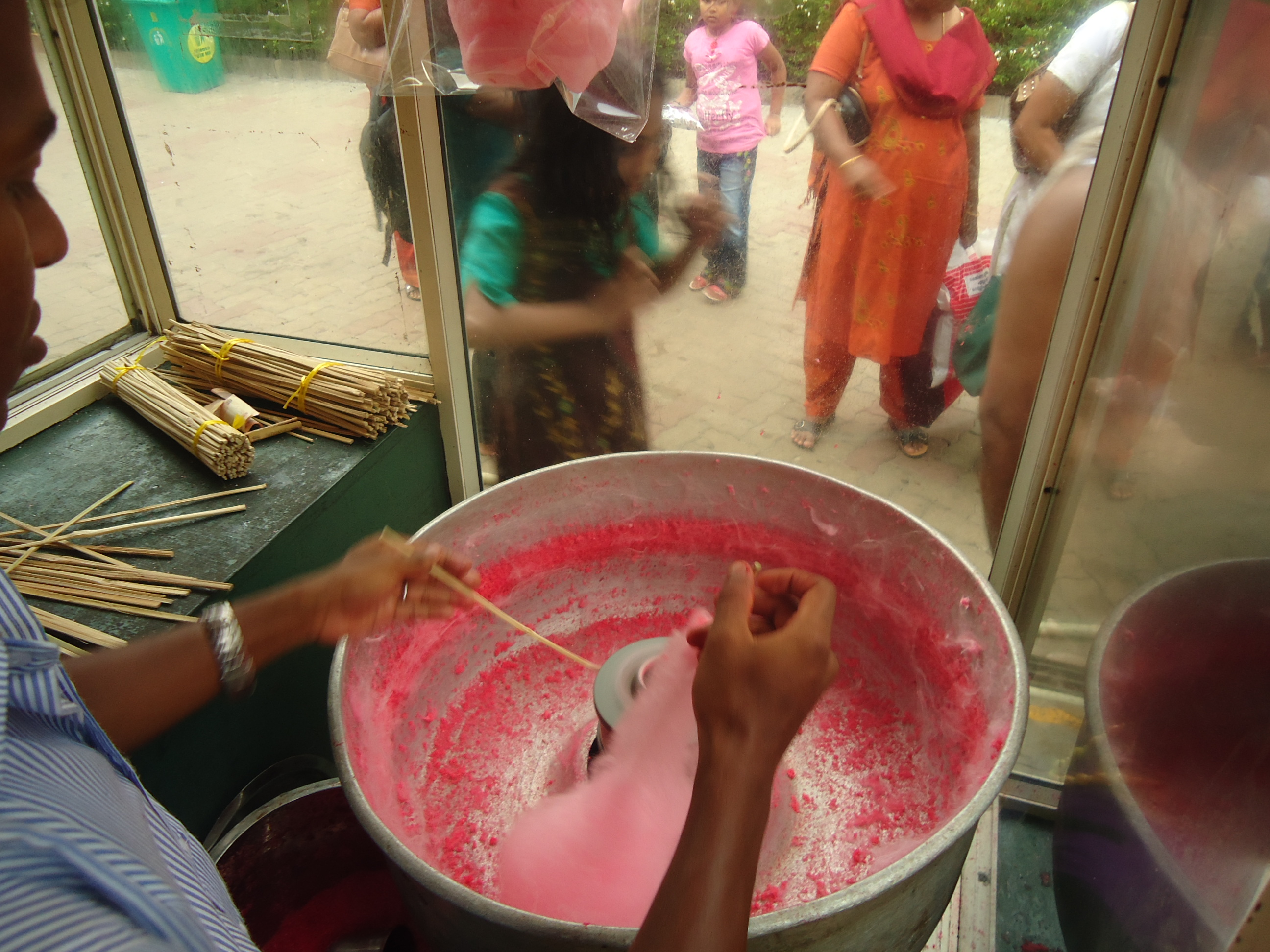
Процес приготування цукрової вати
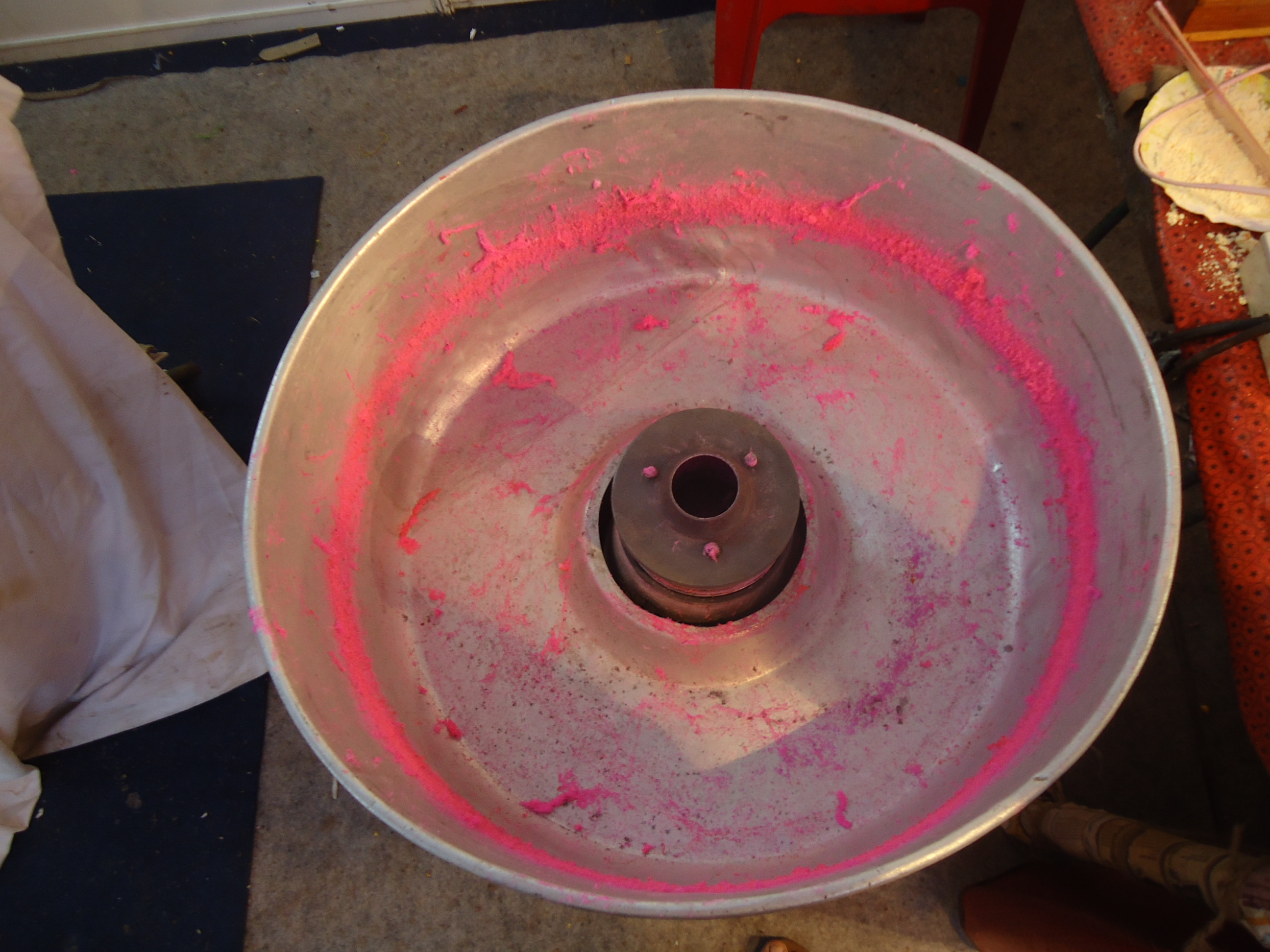
Обладнання зблизька
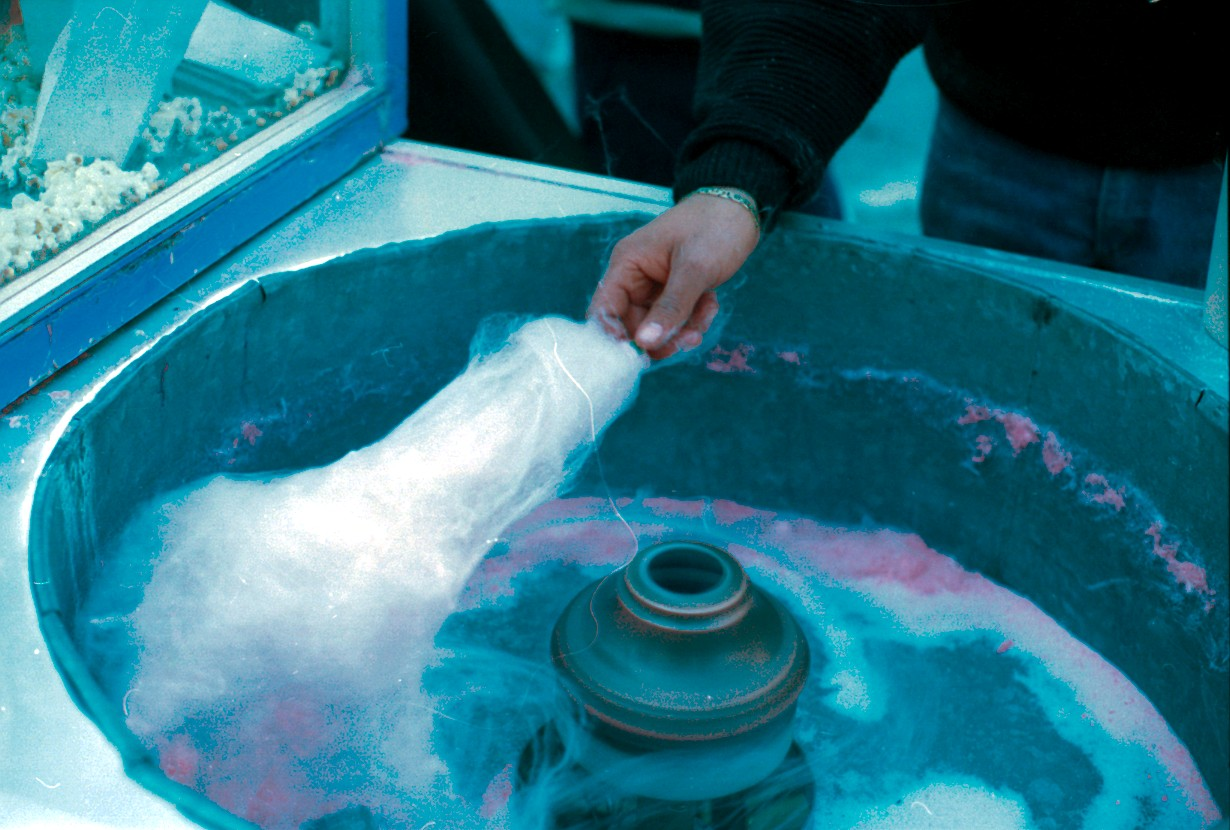
Типова машина для виготовлення цукрової вати
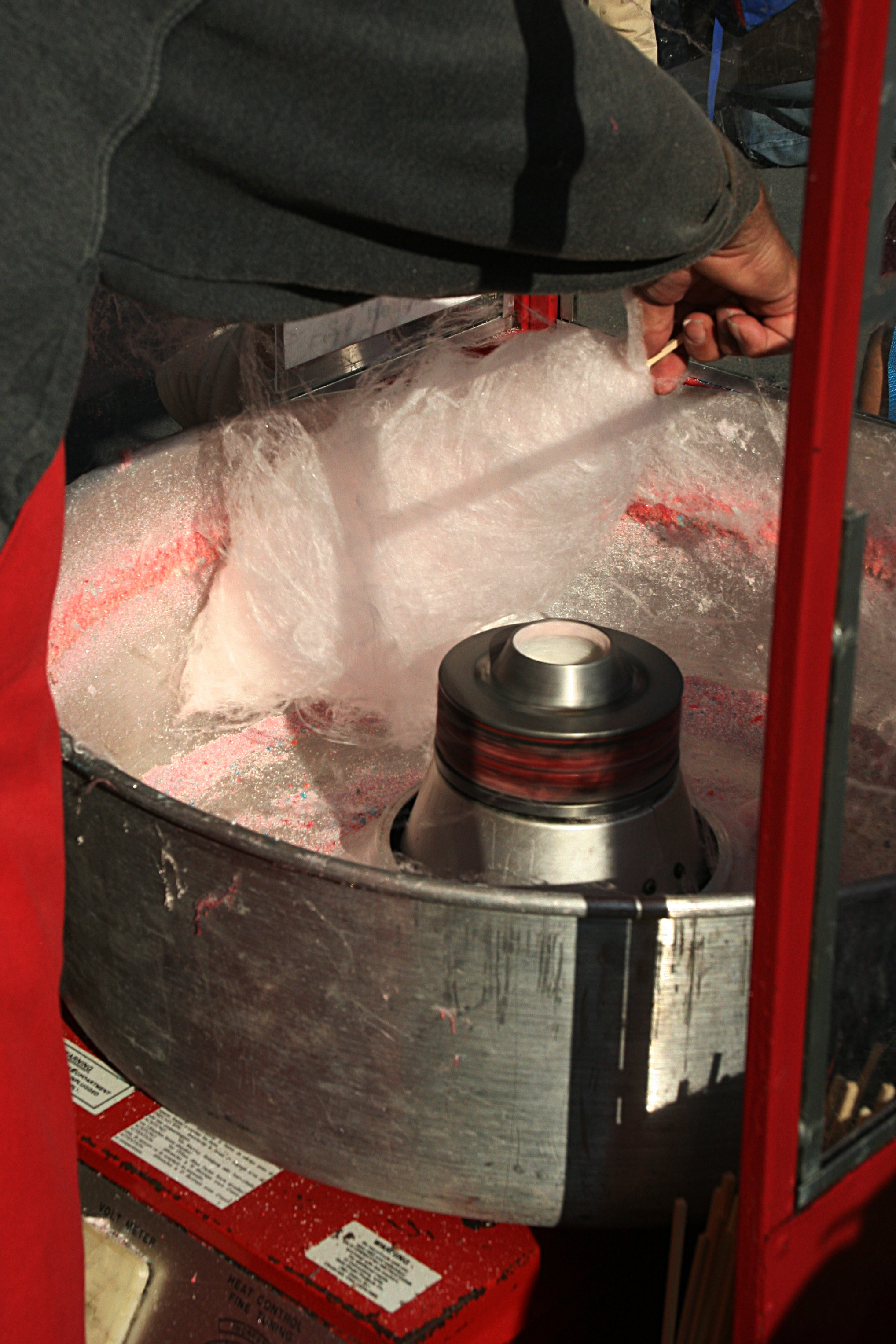
Вид машини з боку
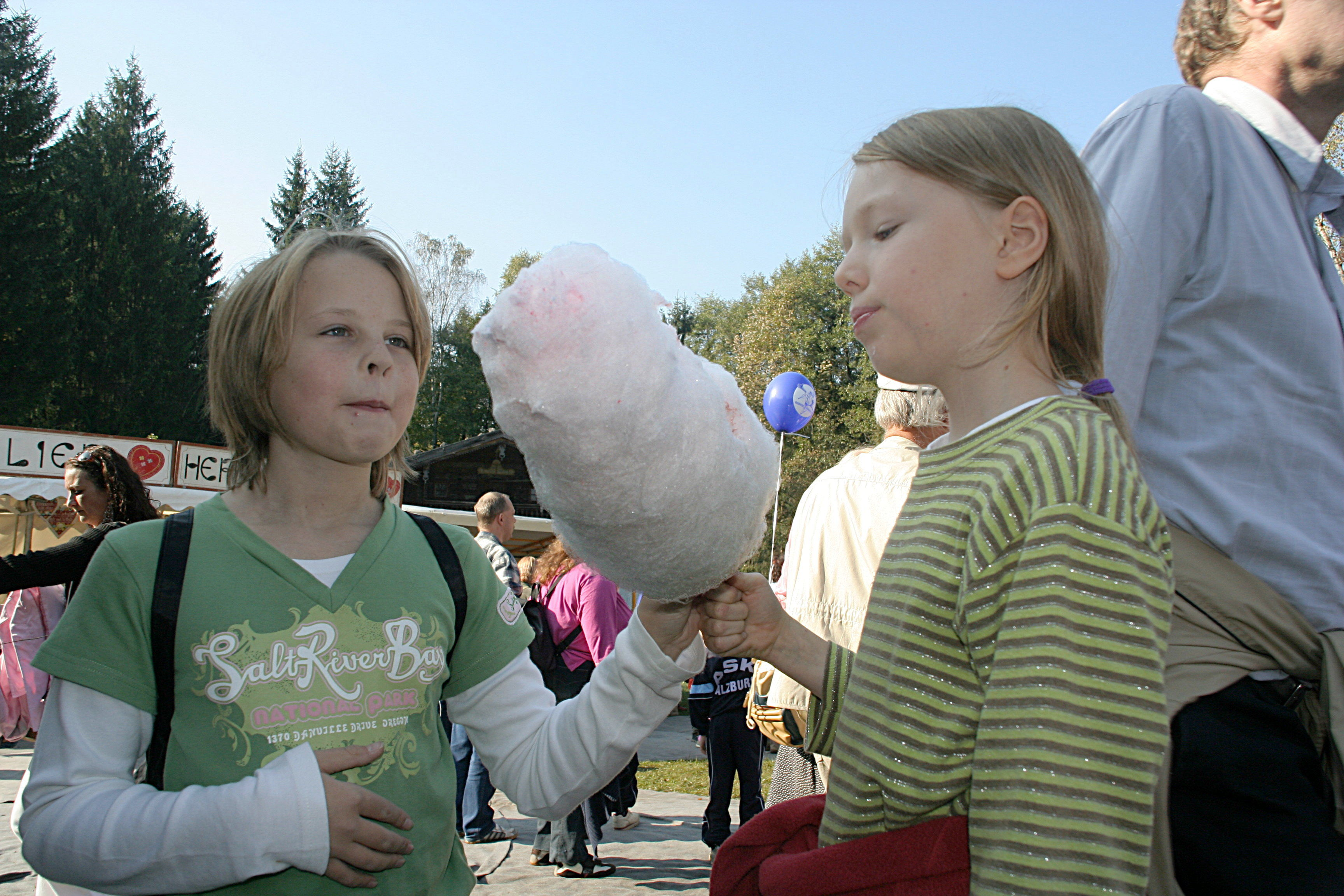
Діти насолоджуються цукровою ватою
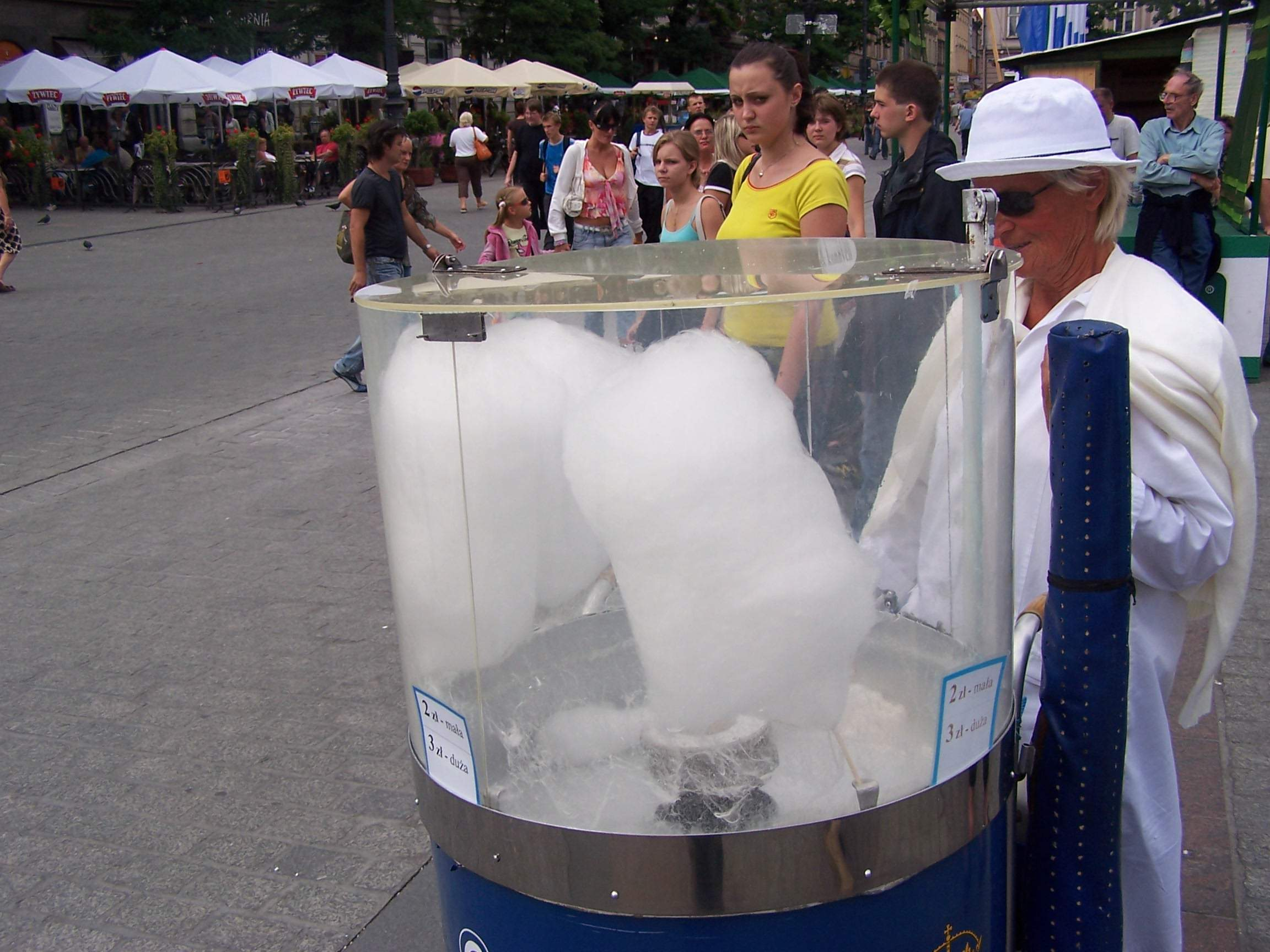
Цукрова вата на продаж в Кракові
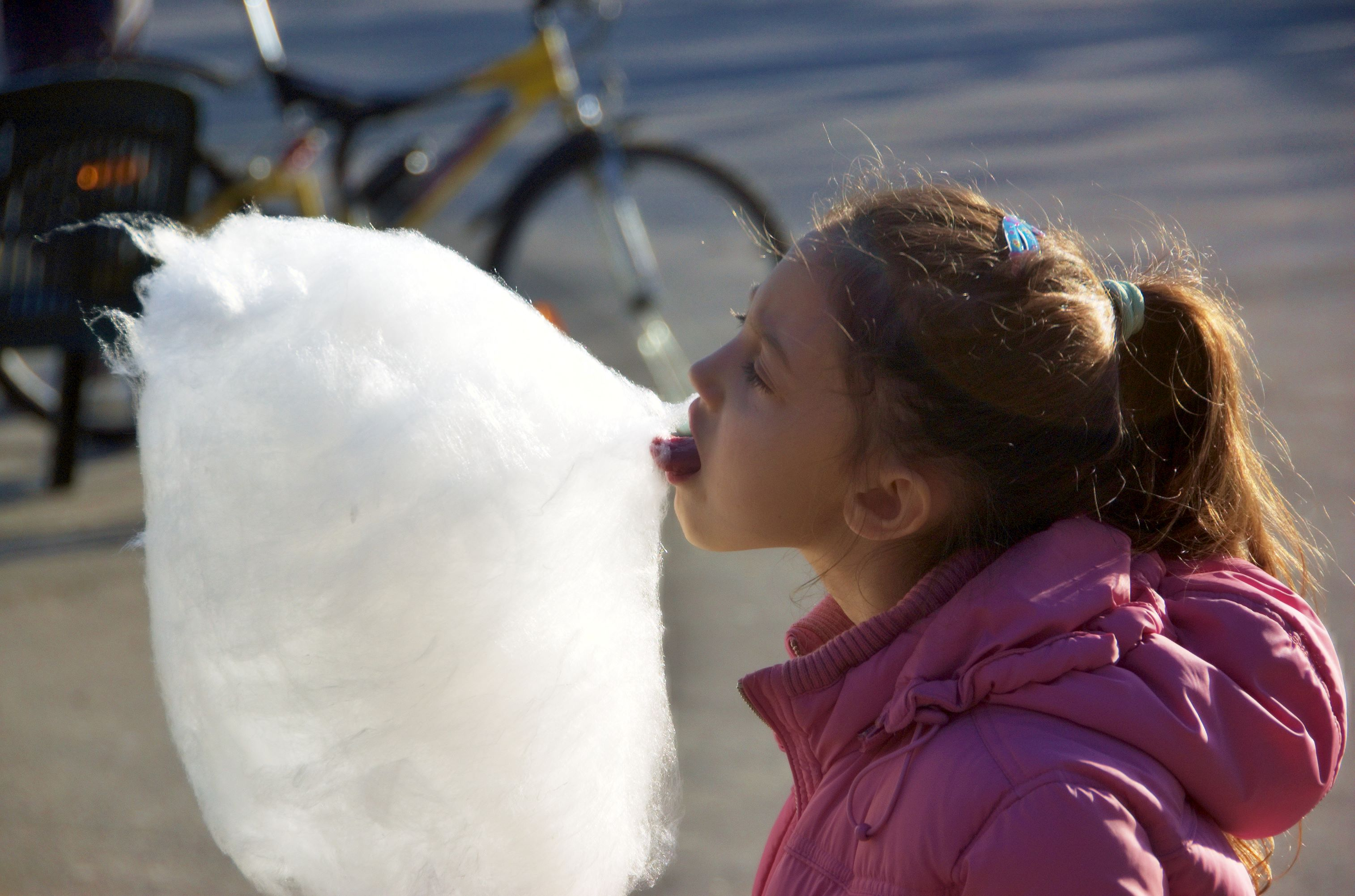
Дівчинка їсть солодку вату